# Jewgeni Wladimirowitsch Beloscheikin
Jewgeni Wladimirowitsch Beloscheikin (russisch Евгений Владимирович Белошейкин; * 17. April 1966 auf Sachalin, Russische SFSR; † 18. November 1999 in Sankt Petersburg, Russland) war ein russischer Eishockeytorwart.

## Karriere
Während seiner Juniorenzeit spielte Beloscheikin bei SKA Leningrad. 1984 wechselte er zum sowjetischen Rekordmeister HK ZSKA Moskau, um Wladislaw Tretjak zu ersetzen. Mit dem Armeeklub wurde Beloscheikin dreimal in seiner Karriere UdSSR-Meister, bevor er beim NHL Entry Draft 1991 in der elften Runde an 232. Stelle von den Edmonton Oilers ausgewählt wurde. Daraufhin wechselte er 1991 zu den Cape Breton Oilers in die American Hockey League, wo er drei Spiele absolvierte. Zur Saison 1992/93 kehrte er nach Russland zurück und spielte bis 1997 für Ischorez Sankt Petersburg.
1999 wurde Beloscheikin tot aufgefunden, nachdem er Selbstmord begangen hatte. Er wurde in Sankt Petersburg beigesetzt.

### International
- 1986 Goldmedaille bei der Junioren-Weltmeisterschaft

Beloscheikin wurde am 19. Dezember 1985 in die sowjetische Eishockeynationalmannschaft berufen und wurde im Spiel gegen Schweden in der 31. Minute beim Stand 6:0 für den Sergei Mylnikow eingewechselt. Das Spiel endete 10:1 für die UdSSR. Er nahm an den Weltmeisterschaften 1986, bei der er zum besten Torwart gewählt wurde, und 1987 teil. Dabei gewann er eine Gold- und eine Silbermedaille. Daneben gehörte er zum sowjetischen Kader beim Turnier Rendez-vous ’87. Seine internationale Karriere wurde mit der Goldmedaille bei den Olympischen Winterspielen 1988 gekrönt.